# Hondurodendron urceolatum
Hondurodendron urceolatum är en tvåhjärtbladig växtart som beskrevs av C.Ulloa, Nickrent, Whitef. & D.L.Kelly. Hondurodendron urceolatum ingår i släktet Hondurodendron och familjen Aptandraceae. Inga underarter finns listade i Catalogue of Life.